# Sola Gratia (álbum)
Sola Gratia (latim para "graça somente") é o décimo primeiro álbum de estúdio de rock progressivo do vocalista, tecladista e guitarrista estadunidense Neal Morse, lançado em 11 de setembro de 2020. A obra marca seu retorno à InsideOut Music.
Gravado em abril de 2020, é um álbum conceitual sobre Paulo, o Apóstolo, enfocando o período de sua perseguição aos primeiros cristãos até sua conversão.
O álbum foi lançado como um digipack CD / DVD limitado (com vídeos do Making-of), um LP/CD gatefold duplo, uma caixa de CD padrão e em plataformas digitais. Foi lançado ao vivo durante seu evento anual MorseFest em setembro de 2020.
Três singles foram lançados do álbum, cada um deles com um vídeo de acompanhamento: "In the Name of the Lord", "Seemingly Sincere" (que aborda o apedrejamento de São Estêvão; vídeo dirigido por Christian Rios da Ray of Light Films) e "Building a Wall".

## Contexto e gravação
Morse começou a escrever o álbum durante uma folga na Nova Zelândia, após uma turnê na Austrália, e a ideia de escrever algo sobre Paulo, o Apóstolo, havia sido sugerida por várias pessoas no passado.
Segundo Neal, o título do álbum foi sugerido inadvertidamente por sua esposa. Ela disse que ele deveria fazer um novo álbum "solo", mas ele ouviu um álbum "sola". Neal então viu algumas conexões entre este álbum e Sola Scriptura (2007), por ambos tratarem de temas de perseguição, e decidiu chamá-lo de Sola Gratia.
Embora todos os membros da The Neal Morse Band atuem no álbum, Neal optou por lançá-lo como um trabalho solo, pois escreveu e gravou a maior parte do material sozinho, enquanto os álbuns lançados com a banda são geralmente criados de uma maneira mais colaborativa. A maioria dos instrumentos não tocados por Neal foi gravada remotamente, exceto as cordas e os coros, que foram executados in loco.

## Faixas
Todas as faixas escritas e compostas por Neal Morse. 
| Faixas de Sola Gratia |                                                                            |         |  |
| N.º                   | Título                                                                     | Duração |  |
| 1.                    | "Preface" (Prefácio)                                                       | 1:26    |  |
| 2.                    | "Overture" (Abertura)                                                      | 5:59    |  |
| 3.                    | "In the Name of the Lord" (Em Nome do Senhor)                              | 4:27    |  |
| 4.                    | "Ballyhoo (The Chosen ones)" (Agulha-preto (Os Escolhidos))                | 2:43    |  |
| 5.                    | "March of the Pharisees" (Marcha dos Fariseus)                             | 1:40    |  |
| 6.                    | "Building a Wall" (Construindo um Muro)                                    | 5:01    |  |
| 7.                    | "Sola Intermezzo" (Interlúdio sola)                                        | 2:10    |  |
| 8.                    | "Overflow" (Superfluxo)                                                    | 6:27    |  |
| 9.                    | "Warmer Than the Sunshine" (Mais Quente que a Luz do Sol)                  | 3:22    |  |
| 10.                   | "Never Change" (Nunca Muda)                                                | 7:52    |  |
| 11.                   | "Seemingly Sincere" (Aparentemente Sincero)                                | 9:34    |  |
| 12.                   | "The Light on the Road to Damascus" (A Luz na Estrada para Damasco)        | 3:26    |  |
| 13.                   | "The Glory of the Lord" (A Glória do Senhor)                               | 6:17    |  |
| 14.                   | "Now I Can See / The Great Commission" (Agora Posso ver/A Grande Comissão) | 5:17    |  |
| Duração total:        | Duração total:                                                             | 65:41   |  |

## Recepção

### Recepção da crítica
| Críticas profissionais  | Críticas profissionais |
| Avaliações da crítica   | Avaliações da crítica  |
| Fonte                   | Avaliação              |
| ----------------------- | ---------------------- |
| Dangerdog Music Reviews | 4.5/5                  |
| Sea of Tranquility      | [ 2 ]                  |
| 8.6/10                  | Sonic Perspectves      |

Craig Hartranft do Dangerdog chamou Sola Gratia de "simplesmente Neal Morse de sempre, oferecendo rock progressivo melódico deliciosamente intrincado e criativo" e disse que é "outro álbum atraente e divertido de seu rock progressivo melódico característico".
Pete Pardo, do Sea of Tranquility, apontou que o álbum "está repleto de harmonias vocais cativantes, uma fonte interminável de passagens musicais complexas e sinfônicas e um senso geral de bombasticidade" e disse que não é difícil apreciar "seja você adepto dos conceitos para os quais Morse se inclina ou não".
Scott Medina do Sonic Perspectives concluiu que os pontos fortes do álbum "residem em suas performances de alta qualidade de George, Portnoy e Morse, uma boa dose de material de qualidade e, claro, sua produção original graças mais uma vez a Rich Mouser". No entanto, ele não tinha certeza de que o álbum poderia superar os álbuns da The Neal Morse Band, dizendo que "em última análise, este álbum pode sentar-se confortavelmente ao lado dos supramencionados ? e [Sola] Scriptura, mas cabe ao ouvinte decidir se Gratia corresponde ou não às alturas desses álbuns. "

### Recepção comercial

#### Paradas
| Parada (2020)                         | Maior colocação |
| ------------------------------------- | --------------- |
| Áustria (Ö3 Austria Top 40)           | 68              |
| Bélgica (Ultratop Valônia)            | 142             |
| Países Baixos (Dutch Charts)          | 70              |
| Alemanha (Offizielle Deutsche Charts) | 19              |
| Suíça (Schweizer Hitparade)           | 19              |

## Créditos
Conforme fontes:
- Neal Morse - vocais, teclados, guitarras, bateria em "Building a Wall"[7][9]
- Eric Gillette - guitarras adicionais
- Randy George - baixo
- Bill Hubauer - teclados adicionais
- Mike Portnoy - bateria
- Gideon Klein - cordas[9]
- Gabe Klein - engenharia de cordas[9]
- Thomas Ewerhard - arte da capa[8]
- Rich Mouser - mixagem[3][9]